# Holly Dignard
Holly Elissa Dignard (née le 1er octobre 1979 à Moncton, Nouveau-Brunswick) est une actrice canadienne.

## Filmographie

### Cinéma
- 2011 : Textuality : Kara
- 2010 : A Weekend to Remember : Katherine Taylor
- 2006 : Alien Incursion : Honey
- 2006 : Fool's Gold (court) : une femme
- 2003 : Spook : la fille du bar
- 2001 : Seeking Winonas : la serveuse

### Télévision
- 2011 : Un peu, beaucoup, à la folie (He Loves Me) : Charlotte
- 2010-2011 : Hellcats : Kelsey (2 épisodes)
- 2010 : Fringe : Danielle Rose (1 épisode)
- 2010 : Ice Quake (en) : Emily Webster
- 2009 : Psych : Enquêteur malgré lui (Psych) : Nyna Phillips (1 épisode)
- 2009 : À l'aube du dernier jour (Polar Storm) : Cynthia Mayfield
- 2009 : Something Evil Comes : Serena
- 2008 : Supernatural : Lucy (1 épisode)
- 2008 : Eureka (Eureka) : Tracy Fox
- 2008 : Traque sans merci (Kill Switch) : Frankie Miller
- 2008 : Flash Gordon (Flash Gordon) : Brini
- 2006-2007 : Whistler : Nicole Miller (26 épisodes)
- 2006 : Kyle XY : la campeuse (1 épisode)
- 2006 : The L Word : Chandra (1 épisode)
- 2004 : Battlestar Galactica : Asha Janik (1 épisode)
- 2004 : Stargate Atlantis : Elisabeth Weir (1 épisode)
- 2004 : Stargate SG-1 : l'aide du président (2 épisodes)
- 2001 : The Chris Isaak Show : une vendeuse (1 épisode)
- 2001 : L'Odyssée fantastique (Voyage of the Unicorn) : Berty
- 2000 : Call of the Wild (en) : Ariella (1 épisode)
- 2000 : Au-delà du réel (The Outer Limits) : Cindy (1 épisode)
- 2012 : Les 12 catastrophes de l'apocalypse (The 12 Disasters of Christmas) : Mary